# 劍橋干涉儀
劍橋干涉儀是由馬丁·賴爾和安東尼·休伊什在1950年代早期於劍橋西區（在現在的格蘭奇道足球場與卡文迪許實驗室之間）建造的干涉儀電波望遠鏡。這個干涉儀是包含4個固定元件的巡天陣列，它產生了兩份劍橋的無線電原目錄（以81.5MHz編製的2C無線電源表，和以159MHz編製的3C無線電源表。建築在45MHz-214MHz，使用2個元件的長麥克遜干涉儀北半球電波星的初步調查（页面存档备份，存于）），發現一些最有趣且有名的天體。這架望遠鏡由劍橋大學的電波天文小組操作。
馬丁·賴爾和安東尼·休伊什因為這件事和其他的工作獲得1974年的諾貝爾物理獎。